# 望东长江大桥
望东长江大桥，又称“望东长江公路大桥”，是位于中国安徽省安庆市和池州市之间的一座公路斜拉桥，跨越长江，连接北岸的望江县华阳镇和南岸的东至县香隅镇，是  济广高速的过江通道，距上游的九江长江大桥105公里，距下游的安庆长江大桥65公里，是皖江最上游的一座跨江大桥。大桥线路起于望江县茶庵，连接望江－潜山高速公路，在华阳镇司家阁跨越长江，在香隅镇后山朱与东至－彭泽高速公路交叉，向东南经桂村、月田铺后，止于东至县尧渡镇良田，连接安庆－景德镇高速公路，项目全长38.081公里，由长江大桥工程、望江接线工程和东至接线工程三部分组成，其中长江大桥长3.068公里，两岸接线总长34.036公里，全线共设互通立交4处，设管理处及服务区各1处。项目总投资50.38亿元人民币，于2011年12月20日正式开工建设，建设工期4年，于2016年12月30日正式通车。

## 设计
大桥项目由安徽省交通规划设计研究院、中交公路规划设计研究院和中国公路工程咨询集团联合勘察设计 ；长江大桥工程由中交第二航务工程局、中交路桥建设有限公司负责施工。
长江大桥段采用双向六车道高速公路标准，设计车速100公里/小时，桥面宽33米；两岸接线段均采用双向四车道高速公路标准，望江接线段（北岸）设计车速120公里/小时，东至接线段（南岸）设计车速100公里/小时。

### 结构概况
长江大桥工程由北岸引桥、跨堤引桥、江内引桥、主桥和南岸引桥组成：
- 主桥为双塔双索面半漂浮体系、五跨连续组合梁斜拉桥，全长1250米，跨径布置为78+228+638+228+78米，主跨638米，是世界上主跨最长的钢－混凝土组合梁斜拉桥，为安徽省内主跨最长的斜拉桥[7]。
- 主塔采用钻石型桥塔，南主塔从承台顶面起总高为216米，北主塔从承台顶面起总高为217米，主梁采用双边箱组合梁型式。
- 北岸引桥全长783米（含桥台），上部结构采用先简支后连续组合小箱梁。
- 跨堤引桥全长200米，主跨90米，跨越同马大堤，上部结构采用单箱单室预应力混凝土变截面悬浇箱梁；下部墩身采用矩形实体结构，钻孔灌注桩基础。
- 江内引桥全长715米，上部结构采用单箱单室预应力混凝土现浇箱梁，移动模架施工；下部采用根式沉井基础。
- 南岸引桥全长660米（含桥台），上部结构采用单箱单室预应力混凝土现浇箱梁，移动模架施工；下部墩身采用矩形实体结构，钻孔灌注桩基础[8]。
- 斜拉索采用双索面空间扇形布置，全桥共设224根斜拉索，最大索长315.4米；全桥用钢17957吨，混凝土139267立方米[1][6]。

### 通航净空
大桥设计最高通航水位18.97米（1956黄海高程），设计最低通航水位3.1米；通航净高为设计最高通航水位以上不小于24米，桥梁主通航孔通航净宽不小于575米，满足5000吨级船舶通行需要。

## 历史
2011年12月20日，望东长江大桥开工仪式在望江县华阳镇司家阁举行。2013年7月20日，大桥北主塔承台浇筑完成。2016年8月10日，大桥主桥合龙。2016年12月30日，大桥正式通车。